# Macquartia hystrix
Macquartia hystrix là một loài ruồi trong họ Tachinidae.